# Itzy
Itzy (Tiếng Hàn: 있지; được viết cách điệu là ITZY) là một nhóm nhạc nữ Hàn Quốc được thành lập và quản lý bởi công ty JYP Entertainment. Nhóm bao gồm 5 thành viên: Yeji, Lia, Ryujin, Chaeryeong và Yuna. Nhóm được biết đến với concept "cảm nắng tuổi teen" đặc trưng và thường khai thác các chủ đề về sự độc lập cũng như tình yêu bản thân trong âm nhạc của mình.
Itzy chính thức ra mắt vào ngày 12 tháng 2 năm 2019 với album đĩa đơn It'z Different cùng đĩa đơn chủ đề "Dalla Dalla". Ca khúc này đã đạt vị trí thứ hai trên các bảng xếp hạng Circle Digital Chart của Hàn Quốc, Billboard K-pop Hot 100 và Billboard World Digital Song Sales. Video âm nhạc của bài hát đã lập kỷ lục mới về lượt xem cao nhất trong 24 giờ đầu đối với một sản phẩm K-pop đầu tay và "Dalla Dalla" sau đó cũng đã trở thành ca khúc của nhóm nhạc nữ có thành tích tốt nhất trong năm này tại Hàn Quốc. Cuối năm đó, Itzy làm nên lịch sử khi trở thành nhóm nhạc nữ K-pop đầu tiên đạt được danh hiệu "Rookie Grand Slam", giành chiến thắng ở cả năm giải thưởng Tân binh của năm quan trọng.
Từ năm 2019 đến 2021, Itzy đã phát hành tổng cộng bốn đĩa mở rộng (EP): It'z Icy (2019), It'z Me (2020), Not Shy (2020) và Guess Who (2021). Mỗi EP đều có các đĩa đơn lọt vào top 10 tại Hàn Quốc. Các đĩa đơn đó bao gồm "Icy", "Wannabe", "Not Shy" và "In the Morning". Năm 2021, nhóm cho ra mắt album phòng thu đầu tay mang tên Crazy in Love; album này đã leo lên vị trí thứ 11 trên bảng xếp hạng Billboard 200 của Hoa Kỳ.
Năm 2022, EP thứ năm của Itzy, Checkmate, trở thành album đầu tiên của nhóm bán được hơn một triệu bản và lọt vào top 10 của Billboard 200, đạt vị trí thứ tám. Đĩa đơn mở đường "Sneakers" của album đã vươn lên vị trí thứ năm trên Circle Digital Chart, cũng như đứng đầu bảng xếp hạng Billboard South Korea Songs. Sau chuyến lưu diễn thế giới Checkmate World Tour với các điểm dừng tại châu Á, Bắc Mỹ và châu Âu, nhóm tiếp tục phát hành thêm hai EP triệu bản khác là Cheshire (2022) và Kill My Doubt (2023). Song song với các hoạt động này, Itzy ngoài ra cũng chính thức ra mắt tại thị trường Nhật Bản với nhiều đĩa đơn và album phòng thu tiếng Nhật đầu tiên, Ringo (2023). Album này đã đạt vị trí thứ bảy trên bảng xếp hạng Album tổng hợp của Oricon và vị trí thứ năm trên bảng xếp hạng Billboard Japan Hot Albums.
Năm 2024, Itzy cho phát hành EP thứ tám, Born to Be, và khởi động chuyến lưu diễn thế giới Born to Be World Tour. Cùng năm đó, nhóm tiếp tục ra mắt thêm EP thứ chín, Gold, đánh dấu lần thứ bảy xuất hiện trên Billboard 200, theo sau là EP thứ mười, Girls Will Be Girls, vào năm 2025.

## Lịch sử hoạt động

### 2015-2018: Các hoạt động thời kỳ tiền ra mắt
Trước khi ra mắt, các thành viên của Itzy đều đã phải trải qua những hành trình riêng biệt trong ngành công nghiệp K-pop. Chaeryeong và chị gái của cô (Lee Chaeyeon) ban đầu đã tham gia buổi thử giọng của Fantagio nhưng lại không trúng tuyển. Cả hai sau đó được công ty JYP Entertainment tìm thấy thông qua chương trình truyền hình K-pop Star 3. Năm 2015, Chaeryeong tiếp tục tham gia chương trình sống còn Sixteen của JYP, nơi tuyển chọn thành viên cho nhóm nhạc nữ Twice. Dù không có mặt trong đội hình cuối cùng, cô vẫn quyết định ở lại JYP và trải qua quá trình đào tạo trong 5 năm trước khi ra mắt cùng Itzy.

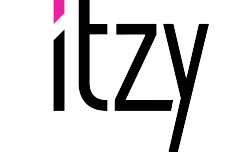
Logo chính thức của Itzy

Ryujin được tình cờ phát hiện tại một buổi hòa nhạc của Got7 và đã tham gia thực tập tại JYP trong vòng bốn năm trước khi ra mắt. Yuna và Yeji cùng gia nhập JYP vào năm 2015 sau khi vượt qua các buổi thử giọng và thực tập trong ba năm; Yuna được tìm thấy tại một lễ hội âm nhạc, trong khi Yeji trúng tuyển thông qua một buổi thử giọng chính thức. Lia ban đầu được nhận làm thực tập sinh tại SM Entertainment sau khi vượt qua buổi thử giọng toàn cầu ở Canada, nhưng đã rút lui do sự lo ngại từ phía gia đình. Sau đó, cô thử giọng cho JYP và thực tập trong hai năm trước khi ra mắt cùng nhóm.
Năm 2017, Yuna và Ryujin đã xuất hiện trong bộ phim "Love Yourself" Highlight Reel của BTS. Cùng năm đó, tất cả các thành viên (trừ Lia) cũng đã tham gia chương trình thực tế Stray Kids của Mnet. Ryujin đã tranh tài tại chương trình sống còn Mix Nine của đài JTBC và giành vị trí quán quân, trong khi đó, Yeji thì lại tham gia chương trình The Fan của đài SBS.

### 2019: Ra mắt vớiIt'z DifferentvàIt'z Icy
Vào ngày 21 tháng 1 năm 2019, JYP Entertainment đã thông báo về việc ra mắt một nhóm nhạc nữ mới, đây là ban nhạc nữ đầu tiên của công ty kể từ Twice vào năm 2015 và là nhóm nhạc thần tượng đầu tiên nói chung kể từ Stray Kids vào năm 2017. Cùng ngày hôm đó, một đoạn trailer giới thiệu năm thành viên đã được phát hành. Itzy chính thức ra mắt vào ngày 12 tháng 2 với việc phát hành album đĩa đơn It'z Different cùng đĩa đơn chủ đề "Dalla Dalla". Bài hát là sự pha trộn của nhiều yếu tố EDM, trong đó bao gồm một đoạn verse theo phong cách bass house, phần điệp khúc electro house và một đoạn bridge mang âm hưởng trap. Thông điệp truyền cảm hứng về sự tự tin của bài hát đã được cả giới phê bình và khán giả đón nhận nồng nhiệt.

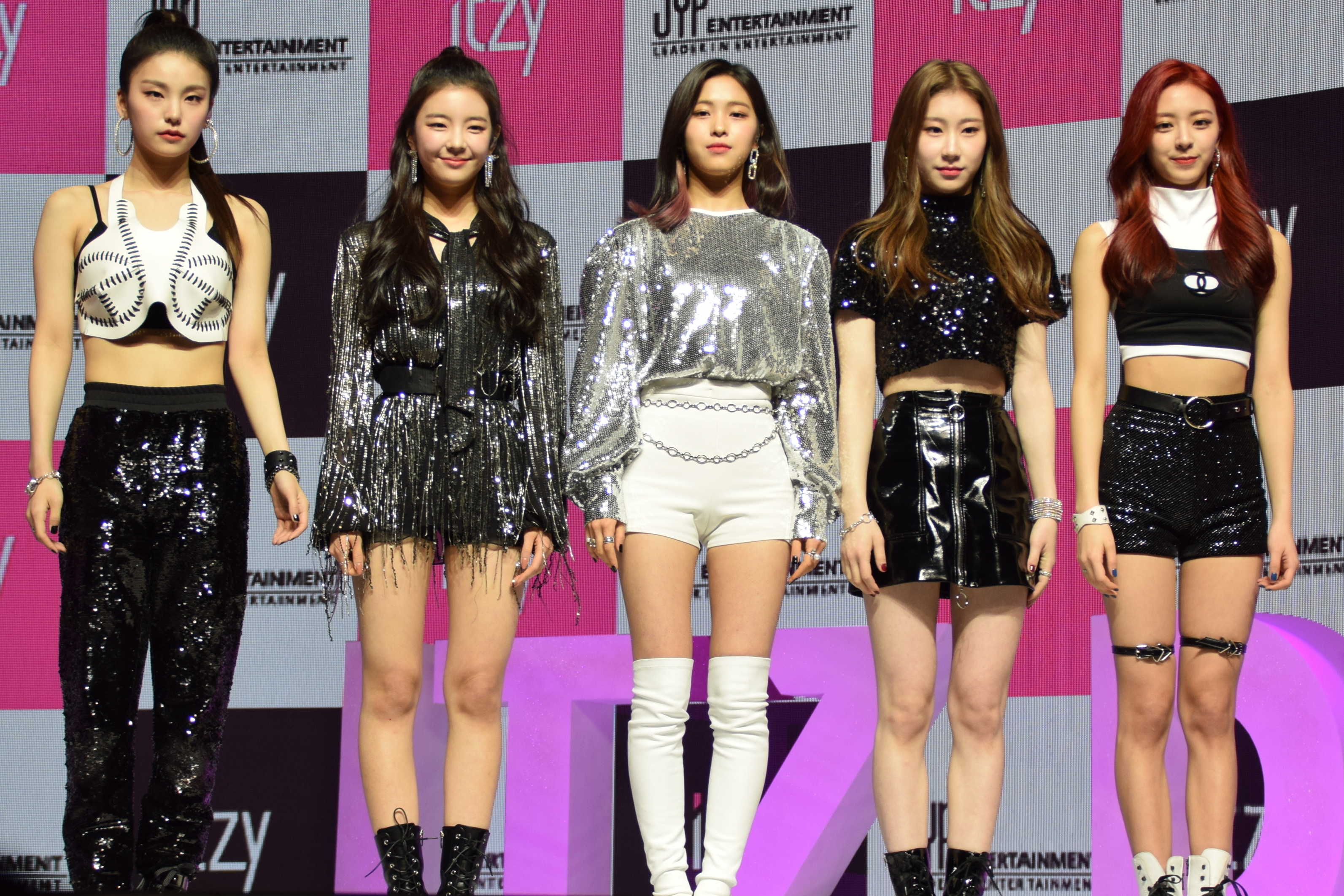
Itzy tại buổi trình diễn ra mắt vào tháng 5 năm 2019

"Dalla Dalla" đánh dấu một trong những màn ra mắt ấn tượng nhất của một nghệ sĩ K-pop mới trong nhiều năm, khi ra mắt ở vị trí thứ ba và đạt đỉnh ở vị trí thứ hai trên bảng xếp hạng Billboard World Digital Song Sales. Bài hát đã bán được 2.000 lượt tải xuống tại Hoa Kỳ trong tuần đầu tiên, trở thành ca khúc K-pop bán chạy nhất tại quốc gia này vào thời điểm đó. Video âm nhạc của nhạc phẩm đã thu về hơn 17,1 triệu lượt xem trong ngày đầu, lập kỷ lục về MV nhạc K-pop ra mắt có lượt xem cao nhất trong 24 giờ. Tám ngày sau khi ra mắt, Itzy đã giành được chiếc cúp đầu tiên trên chương trình âm nhạc M Countdown, phá kỷ lục là nhóm nhạc nữ giành chiến thắng trên một chương trình âm nhạc nhanh nhất. "Dalla Dalla" sau đó đã giành được tổng cộng chín chiến thắng trên các chương trình âm nhạc và trở thành MV ra mắt của một nhóm nhạc K-pop vượt mốc 100 triệu lượt xem nhanh nhất.
Vào ngày 29 tháng 7, Itzy phát hành đĩa mở rộng (EP) đầu tay, It'z Icy, với đĩa đơn chủ đề "Icy". EP này đã đạt được thành công về mặt thương mại, đạt vị trí thứ ba trên Gaon Album Chart. "Icy" tiếp nối thành công của nhóm trên các chương trình âm nhạc, mang về 12 chiến thắng, trong đó bao gồm một "triple crown" (cúp tam thắng) trên Show Champion. Vào tháng 9, JYP công bố chuyến lưu diễn showcase của Itzy mang tên Itzy Premiere Showcase Tour "Itzy? Itzy!". Chuyến lưu diễn bắt đầu tại Jakarta vào ngày 2 tháng 11, đi qua nhiều thành phố khác ở châu Á và kết thúc với năm điểm dừng chân tại Hoa Kỳ vào tháng 1 năm 2020.

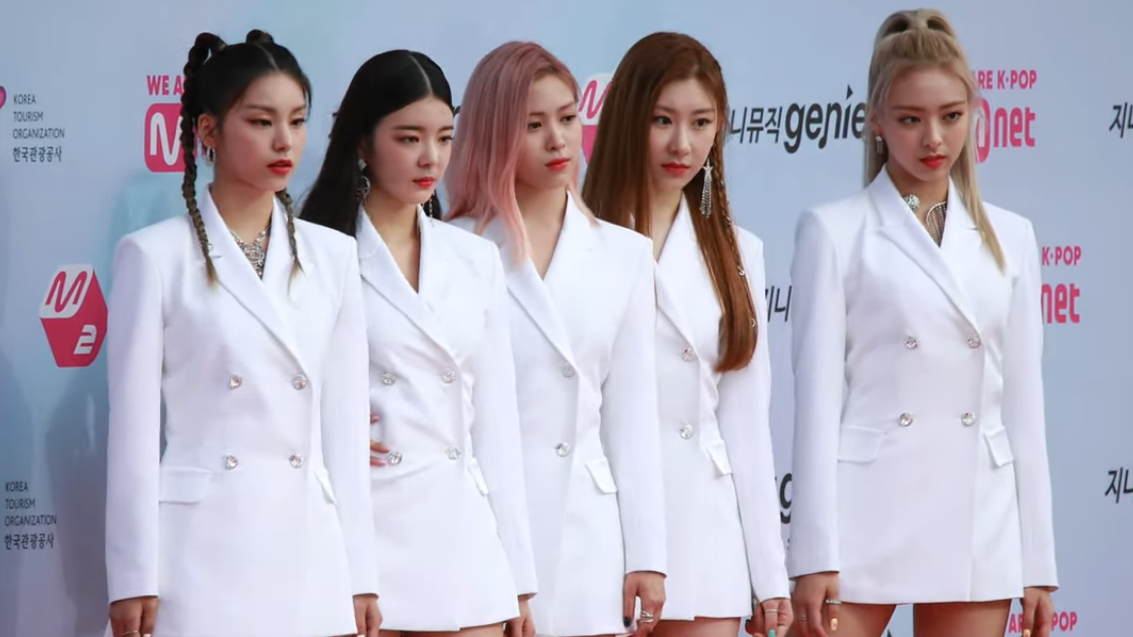
Itzy tại Genie Music Awards năm 2019.

Đến cuối năm 2020, "Dalla Dalla" đã vượt mốc 100 triệu lượt nghe trên Gaon Album Chart, mang về cho mình chứng nhận bạch kim từ Hiệp hội Công nghiệp Nội dung Âm nhạc Hàn Quốc (KMCA). Đây là bài hát ra mắt đầu tiên của một nhóm nhạc K-pop đạt được cột mốc này kể từ khi KMCA bắt đầu cấp chứng nhận cho mảng streaming vào năm 2018. Ca khúc được xếp hạng thứ tám trong danh sách "20 bài hát K-pop hay nhất năm 2019" của Dazed; trong bài viết, tạp chí này đã khen ngợi màn ra mắt tự tin và mới mẻ của nhóm. Cả "Dalla Dalla" và "Icy" đều nằm trong số các video âm nhạc trên YouTube phổ biến nhất tại Hàn Quốc trong năm đó, lần lượt xếp ở vị trí thứ hai và thứ bảy. Kết thúc năm 2019, nhóm đã làm nên lịch sử khi đạt được giải "Rookie Grand Slam", giành được tất cả năm giải thưởng Tân binh của năm quan trọng tại Lễ trao giải Golden Disc Awards lần thứ 34, Gaon Chart Music Awards lần thứ 9, Giải thưởng Âm nhạc Melon năm 2019, Mnet Asian Music Awards 2019 và Giải thưởng Âm nhạc Seoul lần thứ 29. Nhóm đồng thời đã thắng giải Tân binh của năm tại Genie Music Awards năm 2019 và Asia Artist Awards lần thứ 4, cũng như được đề cử cho hạng mục Nghệ sĩ Hàn Quốc xuất sắc nhất tại Giải Âm nhạc MTV châu Âu 2019.

### 2020: Tour diễn tại Mỹ, trở lại vớiIt'z MEvàNot Shy

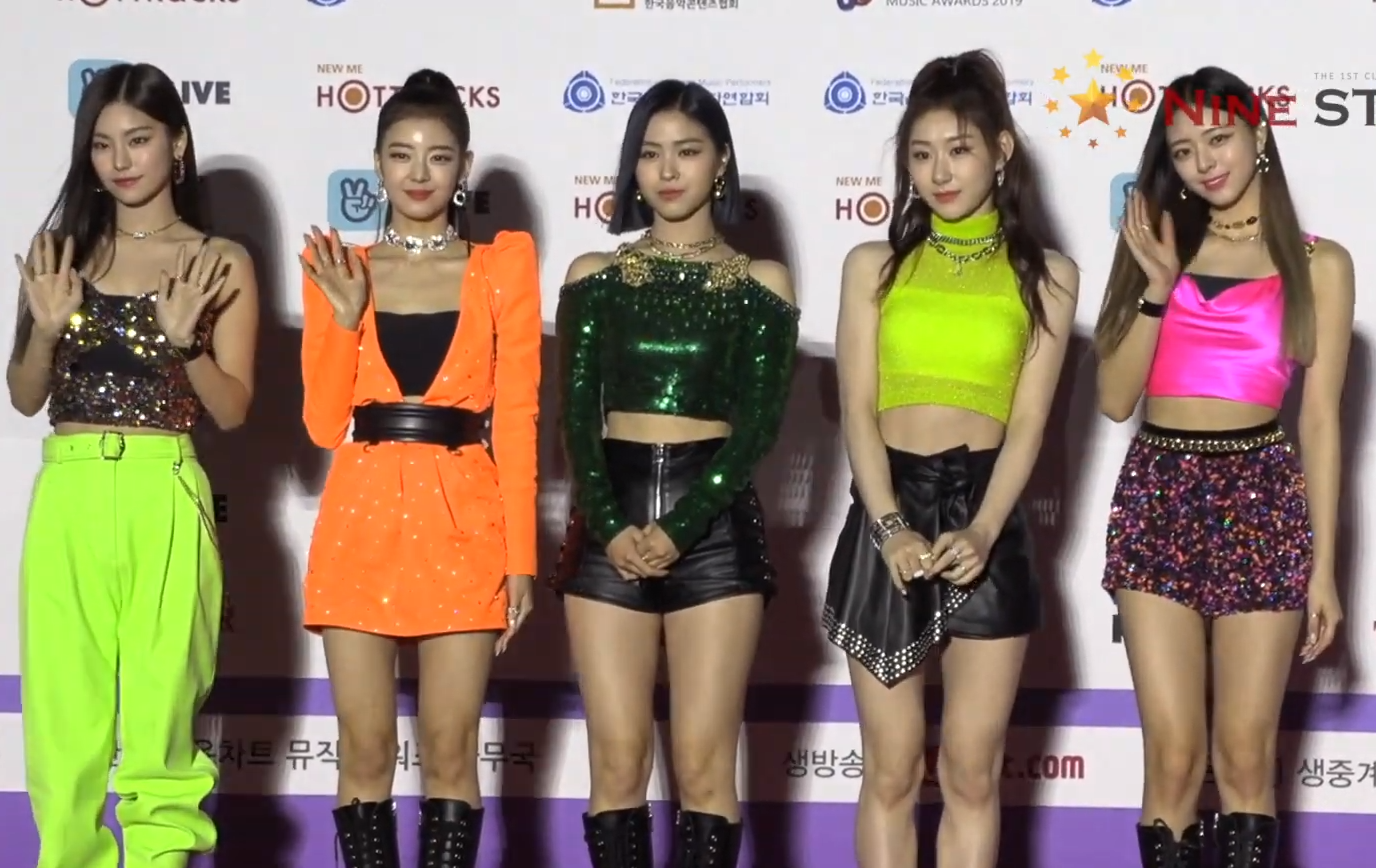
Itzy tại thảm đỏ Gaon Music Awards năm 2020

Itzy thực hiện một tour diễn tại Mỹ, bắt đầu từ Los Angeles vào ngày 17 tháng 1.
Vào ngày 9 tháng 3, Itzy đã ra M/V "WANNABE"- ca khúc đánh dấu màn comeback đầu tiên trong năm 2020 của nhóm và là bài hát chính cho Album It'z ME, M/V ''WANNABE'' của Itzy chính thức đạt 100 triệu view trên kênh Youtube chính thức của nhóm ngày 21 tháng 4. Điều này có nghĩa Itzy chỉ mất gần 1,5 tháng để MV vươn đến số lượt xem ấy. Đây cũng là M/V thứ 3 của Itzy đạt được 100 triệu lượt xem và đặc biệt hơn cũng là M/V nhanh nhất sở hữu con số ấy, trước đó là ca khúc debut DALLA DALLA và ICY.
Itzy ra mắt cùng lúc M/V "Not Shy" và mini Album thứ ba cùng tên vào ngày 17 tháng 8 trên tất cả các nền tảng âm nhạc trực tuyến. Ep. "Not Shy" là mini Album thứ hai của Itzy trong năm nay sau "IT'z ME", bao gồm 6 bài hát. Cùng với đó là MV "Not Shy" với sự tham gia của các thành viên trong bối cảnh miền tây hoang dã, trên đường chạy trốn nhưng vẫn thể hiện sự tự tin của họ trong nhiều loại trang phục sát thủ. Các cô gái bắt đầu một cuộc rượt đuổi bằng ô tô trước khi khám phá ra một hang động băng bí mật chứa đầy những chiếc bánh ngọt và trái cây. Với giai điệu bắt tai và vũ đạo bắt mắt, "Not Shy" hứa hẹn sẽ là một "Summer song" cực kì bùng nổ trong mùa hè năm nay, đây là một ca khúc khá sôi động với những giai điệu nhấn nhá gây nghiện cùng với câu "cửa miệng" - "Not shy, Not me" gần như là điểm nhất đặc trưng của ca khúc khiến ai cũng phải ngân nga "lẩm bẩm" theo. Dù ban đầu được nhận xét là chưa thật sự xuất sắc nhưng càng về sau ca khúc lại càng nhận được nhiều đánh giá tốt hơn bởi giai điệu tương đối bắt tai.
Và M/V ''Not Shy'' vừa ra mắt vào tháng 8 chính thức trở thành M/V nhanh nhất của nhóm đạt 100 triệu view chỉ trong vòng 1 tháng 10 ngày ra mắt, có thể nói đây là 1 thành tích nổi bật đối với một tân binh.

### 2021:Guess Who, ra mắt tại Nhật Bản và album phòng thu tiếng Hàn đầu tiênCrazy In Love

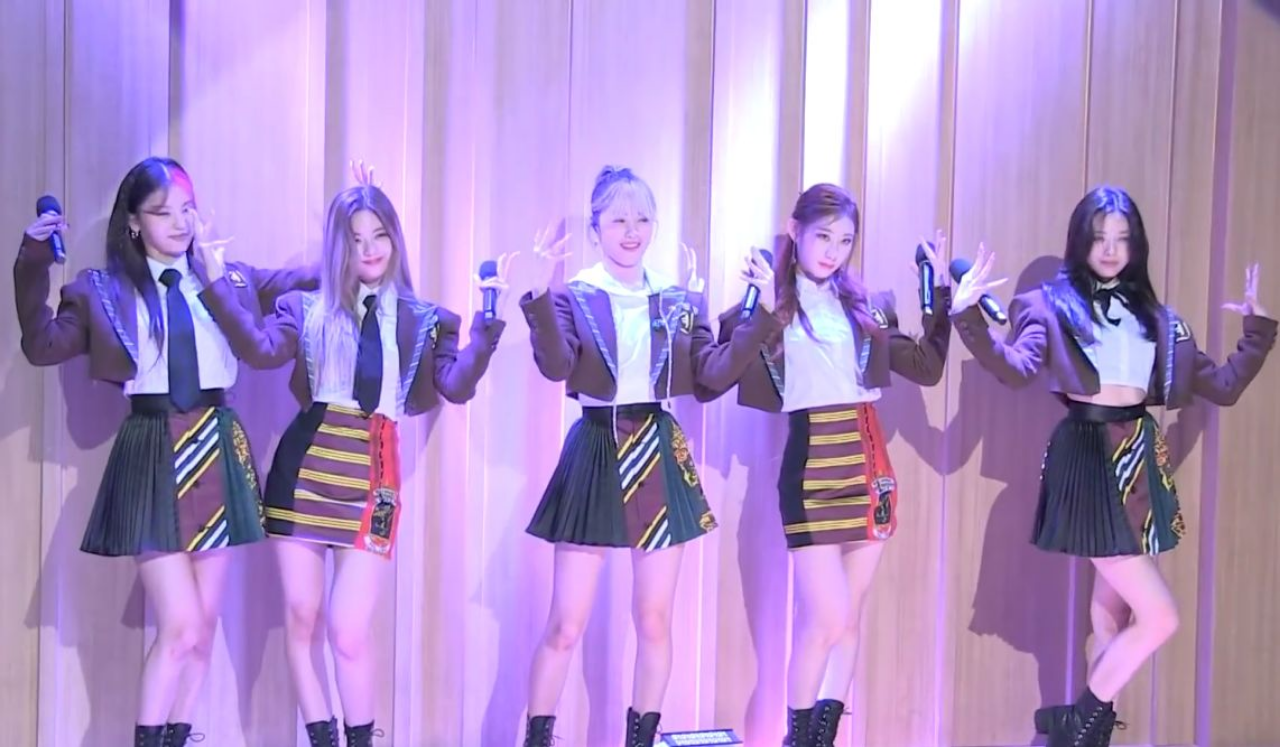
Itzy trên SBS Radio vào tháng 10/2021

Có thể thấy JYP đã sẵn sàng cho Itzy thâm nhập thị trường toàn cầu bằng cách phát hành Album tiếng Anh đầu tiên trong tháng 1. Cụ thể, ngày 25 tháng 12, JYP thông báo Itzy sẽ phát hành Album tiếng Anh đầu tiên trong sự nghiệp mang tên ''Not Shy''. 4 ca khúc chủ đề trong sự nghiệp của nhóm bao gồm ''Not Shy'', ''WANNABE'', ''ICY'' và ''DALLA DALLA'' đều sẽ có bản nhạc số tiếng Anh, nằm trong Album Not Shy phát hành lúc 12h trưa ngày 22 tháng 1 năm 2021. 4 ca khúc mang đậm màu sắc "là chính tôi" của Itzy ngay từ những ngày đầu debut cho đến nay. Với động thái này, JYP đang cho thấy tham vọng đưa Itzy hướng về thị trường quốc tế rõ ràng hơn bao giờ hết.
Itzy phát hành ca khúc dành riêng cho người hâm mộ MIDZY vào ngày 20 tháng 3, sau đó vào ngày 22 tháng 3 nhóm chính thức xác nhận sẽ trở lại đường đua K-Pop vào tháng 4. Theo đó, nhóm sẽ trở lại với Album Guess Who vào ngày 30 tháng 4 tới
Vào ngày 1 tháng 9, JYP xác nhận Itzy sẽ ra mắt tại thị trường Nhật Bản thông qua hãng Warner Music Japan với EP "WHAT'z Itzy" bao gồm 5 ca khúc chủ đề đã phát hành trứoc đó là DALLA DALLA, ICY, WANNABE, Not Shy, Mafia In The Morning phiên bản tiếng Nhật.
Vào nửa đêm ngày 13 tháng 8, JYP  xác nhận nhóm sẽ trở lại bằng một Full Album đầu tay mang tên Crazy In Love vào ngày 24 tháng 9, với ca khúc chủ đề mang tên LOCO (được sản xuất bởi đội ngũ Producer Galactika, đã sản xuất 2 ca khúc chủ đề trước đó là ''DALLA DALLA'' và ''WANNABE''). Ngoài việc ra mắt MV ca khúc chủ đề LOCO, nhóm sẽ phát hành thêm MV của ca khúc b-side SWIPE cùng album vào ngày 27 tháng 9. Album lần này bao gồm 16 ca khúc trong đó có 1 ca khúc là phiên bản tiếng Anh của ca khúc chủ đề LOCO, còn 6 bài hát còn lại là phiên bản nhạc cụ của các bài hát chủ đề trước đó.
Vào ngày 1 tháng 11, Itzy thông báo sẽ phát hành album tổng hợp tiếng Nhật It'z Itzy vào ngày 22 tháng 12.

### 2022:Checkmate,chuyến lưu diễn thế giới đầu tiên và Cheshire

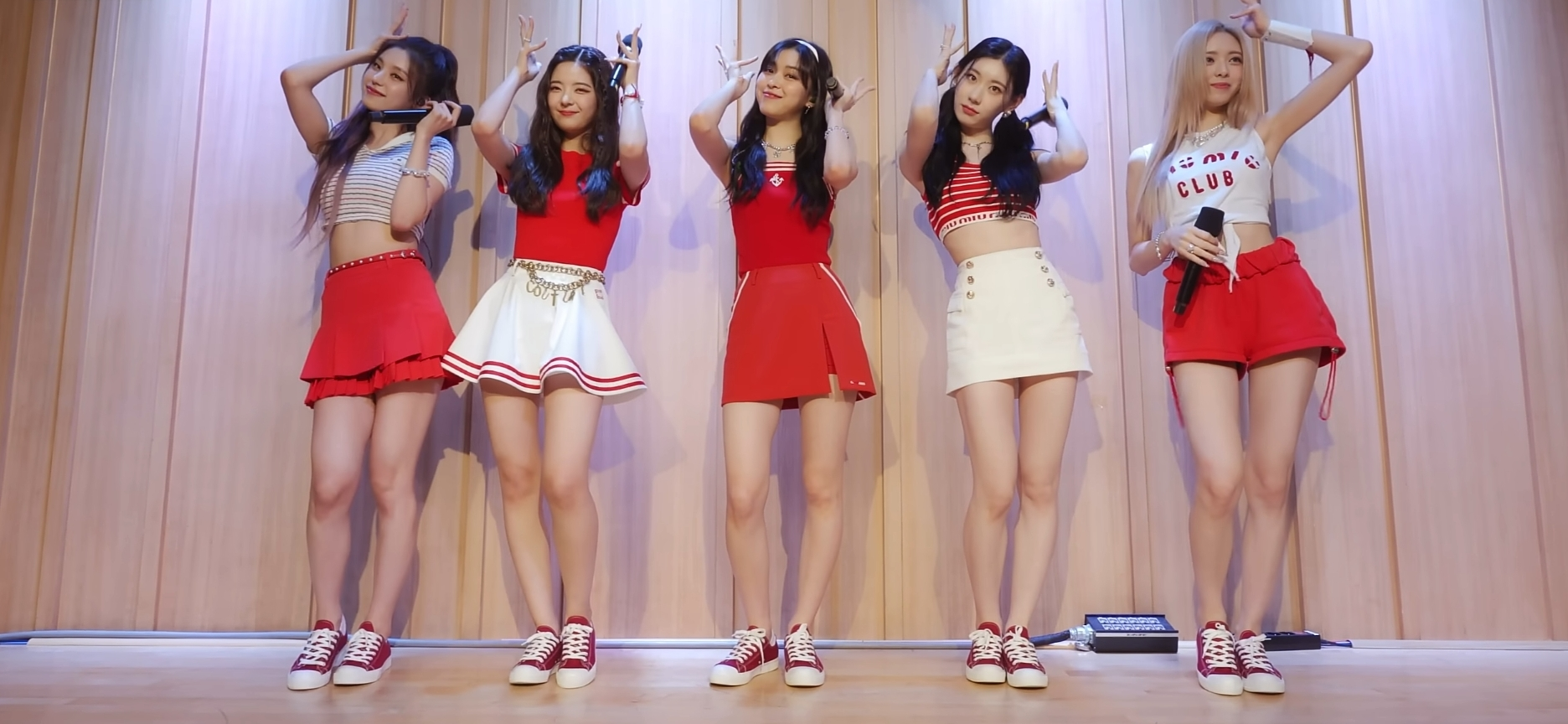
Itzy trên SBS Radio vào tháng 7/2022

Vào ngày 10/2, Billboard đưa tin rằng Republic Records và JYP Entertainment đã thêm Itzy và Stray Kids vào quan hệ đối tác chiến lược của họ, ban đầu chỉ có Twice.
Vào ngày 6/4, nhóm phát hành đĩa đơn tiếng Nhật đầu tiên "Voltage".
Vào ngày 2/6, Itzy chính thức công bố kế hoạch trở lại vào tháng 7 với album mới, đồng thời thông báo về chuyến lưu diễn vòng quanh thế giới đầu tiên của nhóm. Theo như thông tin được đăng tải, Itzy sẽ trở lại với mini album mới mang tên "Checkmate" cùng bài hát chủ đề Sneakers, sẽ được phát hành vào ngày 15/7. Bên cạnh đó, Itzy sẽ bắt đầu chuyến lưu diễn vòng quanh thế giới đầu tiên của nhóm từ tháng 8.
Vào ngày 30/11, nhóm phát hành mini album thứ 6 Cheshire với bài hát chủ đề cùng tên.

### 2023–2024:KILL MY DOUBTvàBORN TO BE
Vào ngày 31 tháng 7 năm 2023, Itzy đã phát hành mini album thứ 7 "KILL MY DOUBT" với bài hát chủ đề CAKE. Sáng 18/9,  JYP Entertainment thông báo sẽ tạm ngưng mọi hoạt động của Lia vì vấn đề sức khỏe nghiêm trọng.
Vào ngày 8 tháng 1 năm 2024, Itzy phát hành mini album thứ 8 và chuyến lưu diễn thứ 2, "BORN TO BE", cùng với đĩa đơn "Untouchable". Album phòng thu bao gồm các ca khúc solo đầu tiên của từng thành viên trong nhóm, bao gồm cả Lia, người hiện đang tạm dừng hoạt động trong thời gian phát hành album.

## Thành viên
Chú thích: In đậm là trưởng nhóm
| Nghệ danh  | Nghệ danh | Nghệ danh  | Tên khai sinh   | Tên khai sinh | Tên khai sinh  | Tên khai sinh | Tên khai sinh | Vai trò                                                | Ngày sinh        | Nơi sinh                       | Quốc tịch |
| Latinh     | Hangul    | Kana       | Latinh          | Hangul        | Kana           | Hanja         | Hán-Việt      | Vai trò                                                | Ngày sinh        | Nơi sinh                       | Quốc tịch |
| Yeji       | 예지      | イェジ     | Hwang Ye-ji     | 황예지        | ファン・イェジ | 黃禮志        | Hoàng Lễ Chí  | Main Dancer, Lead Vocalist, Sub Rapper                 | 26 tháng 5, 2000 | Jeonju, Jeolla Bắc, Hàn Quốc   | Hàn Quốc  |
| Lia        | 리아      | リア       | Choi Ji-su      | 최지수        | チェ・ジス     | 崔智壽        | Thôi Trí Thọ  | Main Vocalist, Sub Rapper                              | 21 tháng 7, 2000 | Yeonsu, Incheon, Hàn Quốc      | Hàn Quốc  |
| Ryujin     | 류진      | リュジン   | Shin Ryu-jin    | 신류진        | シン・リュジン | 申留眞        | Thân Lưu Trân | Main Rapper, Lead Dancer, Sub Vocalist, Center         | 17 tháng 4, 2001 | Gangnam, Seoul, Hàn Quốc       | Hàn Quốc  |
| Chaeryeong | 채령      | チェリョン | Lee Chae-ryeong | 이채령        | イ・チェリョン | 李彩領        | Lý Thái Lĩnh  | Main Dancer, Sub Vocalist, Sub Rapper                  | 5 tháng 6, 2001  | Suncheon, Jeolla Nam, Hàn Quốc | Hàn Quốc  |
| Yuna       | 유나      | ユナ       | Shin Yu-na      | 신유나        | シン・ユナ     | 申有娜        | Thân Hữu Na   | Lead Rapper, Lead Dancer, Sub Vocalist, Visual, Maknae | 9 tháng 12, 2003 | Wonju, Gangwon, Hàn Quốc       | Hàn Quốc  |

## Danh sách đĩa nhạc
- Crazy in Love (2021)

## Chuyến lưu diễn

### Itzy THE 1ST WORLD TOUR <CHECKMATE> (2022-2023)
| Ngày        | Địa Điểm                                       | Thành Phố      | Quốc Gia    |
| 2022        | 2022                                           | 2022           | 2022        |
| Đông Á      | Đông Á                                         | Đông Á         | Đông Á      |
| ----------- | ---------------------------------------------- | -------------- | ----------- |
| 6 tháng 8   | SK Olympic Handball Stadium                    | Seoul          | Hàn Quốc    |
| 7 tháng 8   | SK Olympic Handball Stadium                    | Seoul          | Hàn Quốc    |
| Bắc Mỹ      |                                                |                |             |
| 26 tháng 10 | YouTube Theater                                | Los Angeles    | Hoa Kỳ      |
| 29 tháng 10 | Arizona Financial Theatre                      | Phoenix        | Hoa Kỳ      |
| 1 tháng 11  | The Pavilion At Toyota Music Factory           | Dallas         | Hoa Kỳ      |
| 3 tháng 11  | Smart Financial Centre at Sugar Land           | Houston        | Hoa Kỳ      |
| 5 tháng 11  | Fox Theatre                                    | Atlanta        | Hoa Kỳ      |
| 7 tháng 11  | Rosemont Theatre                               | Chicago        | Hoa Kỳ      |
| 10 tháng 11 | MGM Music Hall at Fenway                       | Boston         | Hoa Kỳ      |
| 13 tháng 11 | Hulu Theater                                   | New York       | Hoa Kỳ      |
| 2023        |                                                |                |             |
| Đông Nam Á  |                                                |                |             |
| 14 tháng 1  | SM Mall of Asia Arena                          | Manila         | Philippines |
| 15 tháng 1  | SM Mall of Asia Arena                          | Manila         | Philippines |
| 28 tháng 1  | The Star Theatre                               | Singapore      | Singapore   |
| 4 tháng 2   | Tennis Indoor Senayan                          | Jakarta        | Indonesia   |
| 22 tháng 2  | Makuhari Event Hall                            | Chiba          | Nhật Bản    |
| 23 tháng 2  | Makuhari Event Hall                            | Chiba          | Nhật Bản    |
| 26 tháng 2  | Nhà thi đấu Đại học Thể thao Quốc gia Đài Loan | Đài Bắc        | Đài Loan    |
| 11 tháng 3  | AsiaWorld–Expo, Hall 5&7                       | Xích Liệp Giác | Hồng Kông   |
| 12 tháng 3  | AsiaWorld–Expo, Hall 5&7                       | Xích Liệp Giác | Hồng Kông   |
| 8 tháng 4   | Sân vận động Thunderdome                       | Băng Cốc       | Thái Lan    |

## Các hoạt động khác

### Phim điện ảnh
| Năm  | Tên      | Thành viên | Vai diễn |
| ---- | -------- | ---------- | -------- |
| 2017 | The King | Ryujin     | Ji Min   |

### Chương trình thực tế/sống còn
| Năm  | Tên                                             | Kênh                           | Thành viên | Số tập |
| ---- | ----------------------------------------------- | ------------------------------ | ---------- | ------ |
| 2013 | KPOP STAR 3                                     | SBS                            | Chaeryeong |        |
| 2015 | Sixteen                                         | Youtube, Mnet                  | Chaeryeong | 10     |
| 2017 | Mixnine                                         | JTBC                           | Ryujin     | 14     |
| 2019 | Itzy? Itzy!                                     | Naver TV Cast, V Live, YouTube | Cả nhóm    |        |
| 2019 | I See Itzy                                      | Naver TV Cast, V Live, YouTube | Cả nhóm    |        |
| 2019 | A to Z <M2 Special – Itzy Vlog> "Itzy in Paris" | M2                             | Cả nhóm    |        |
| 2019 | Itzy It'z Tourbook                              | Naver TV Cast, V Live, YouTube | Cả nhóm    |        |
| 2020 | 100 Hours of Romantic Travel "Paris et Itzy"    | M2                             | Cả nhóm    |        |
| 2020 | Bu:Quest of Itzy                                | U+ Idol Live, Youtube          | Cả nhóm    |        |
| 2020 | Itzy in Korea                                   | M2                             | Cả nhóm    |        |
| 2021 | 2TZY: Hello 2021                                | YouTube                        | Cả nhóm    |        |
| 2021 | IT'z Playtime                                   | YouTube                        | Cả nhóm    |        |
| 2021 | CSI: Codename Secret Itzy                       | YouTube                        | Cả nhóm    |        |
| 2022 | Itzy V2LOG: Hello 2022                          |                                | Cả nhóm    |        |
| 2022 | Itzy Cozy House                                 |                                | Cả nhóm    |        |